# Midden-Westen

Het Midden-Westen

Het Midden-Westen zijn de staten van de Verenigde Staten die meer aan de noordelijke kant van het midden (eigenlijk iets ten oosten daarvan) liggen. In het Engels worden de aanduidingen Midwestern United States en Midwest gebruikt.
Noordelijk grenst het Midden-Westen aan Canada en het grootste deel van de Grote Meren, oostelijk aan de bergketen van de Appalachen, zuidelijk aan de zogenoemde Zuidelijke Verenigde Staten en westelijk aan de Great Plains (Grote Vlakten) die het deels overlapt.
Over het algemeen is het Midden-Westen een laaggelegen landbouwgebied (de Corn Belt) met grote en belangrijke steden zoals Chicago, Detroit, Milwaukee, Cleveland, Minneapolis en Saint Louis.
Niet al de staten van het Midden-Westen maken reeds van het begin af aan deel uit van de Verenigde Staten, maar wel het gebied ten oosten van de rivier de Mississippi dat al vanaf het einde van de Amerikaanse Onafhankelijkheidsoorlog in 1783 - zij het nog niet in de vorm van aparte staten - tot het grondgebied van de VS behoort. De rest is grotendeels in de eerste helft van de negentiende eeuw erbij gekomen, uitgezonderd Kansas, Minnesota, Nebraska, North Dakota en South Dakota die in de tweede helft van de negentiende eeuw tot de VS zijn toegetreden.

## Staten
Over welke staten tot het Midden-Westen behoren bestaat geen overeenstemming.
| Deze staten worden er altijd toe gerekend: - Illinois - Indiana - Iowa - Michigan - Minnesota - Ohio - Wisconsin | Deze staten worden er in de regel ook toe gerekend: - Kansas - Missouri - Nebraska - North Dakota - South Dakota |